# 매직 (망원경)

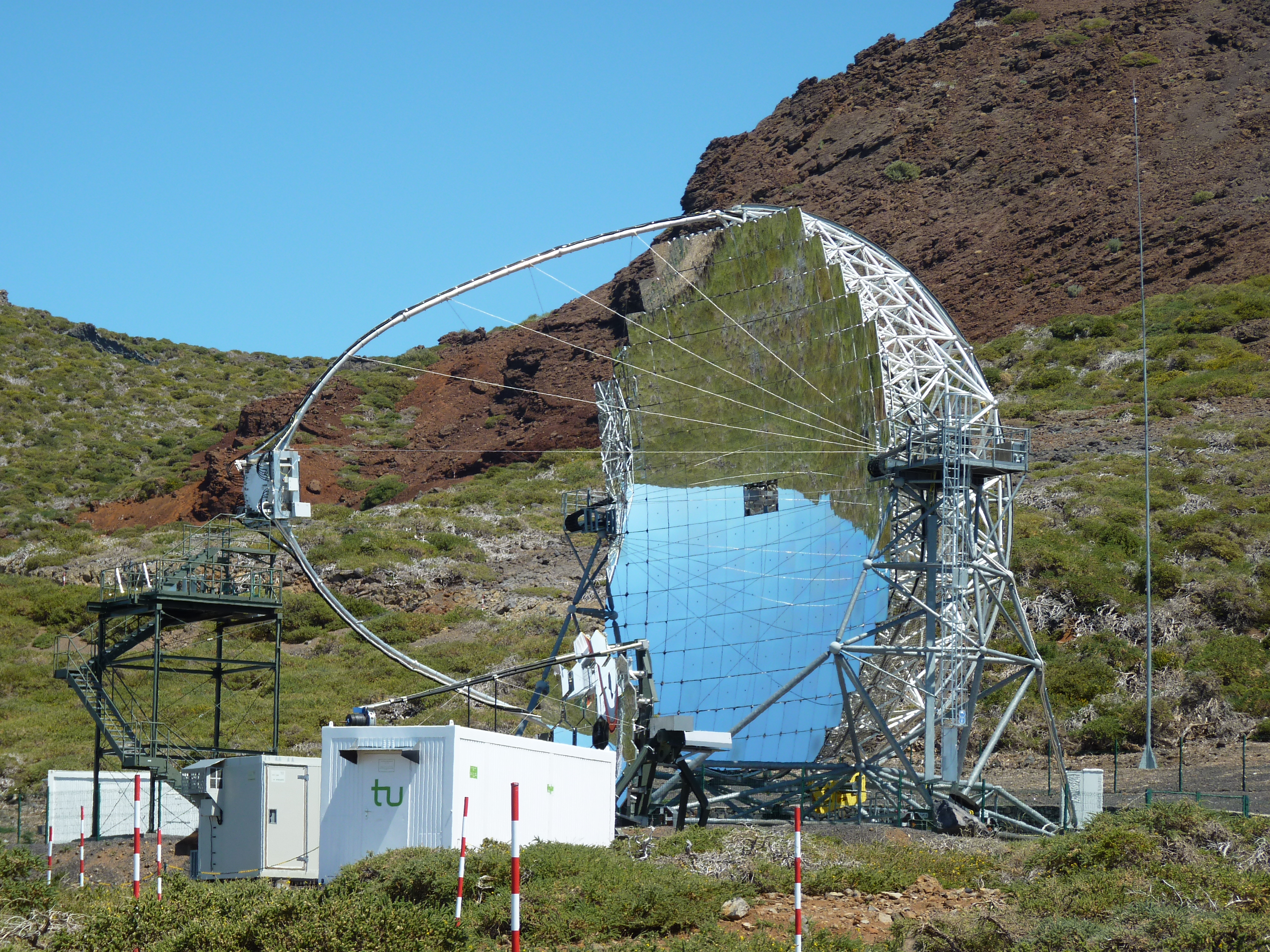

매직(MAGIC, Major Atmospheric Gamma Imaging Cherenkov Telescopes, 나중에 MAGIC Florian Goebel Telescopes로 이름이 변경됨)은 해발 약 2200m의 카나리아 제도 중 하나인 라팔마섬의 로크 데 로스 무차초스 천문대에 위치한 두 대의 대기 감마 이미징 체렌코프 망원경으로 구성된 시스템이다. 매직은 체렌코프 방사선, 즉 샤워 장치의 하전 입자에 의해 방사되는 희미한 빛을 사용하여 감마선에 의해 방출되는 입자 샤워를 감지한다. 반사면 직경 17미터로 H.E.S.S. II 건설 이전에는 세계 최대 규모였다.
최초의 망원경은 2004년에 제작되었으며 독립형 모드로 5년 동안 작동되었다. 첫 번째 망원경으로부터 85m 거리에 있는 두 번째 매직 망원경(MAGIC-II)은 2009년 7월에 데이터를 수집하기 시작했다. 이들은 함께 매직 망원경 입체 시스템을 통합한다.
매직은 대형 거울로 인해 광자 에너지가 50 GeV(나중에 25 GeV로 낮아짐)에서 30 TeV 사이인 우주 감마선에 민감하다. 다른 지상 기반 감마선 망원경은 일반적으로 200~300GeV 이상의 감마 에너지를 관찰한다. 감마선 천문학은 또한 위성 기반 탐지기를 활용하여 keV에서 최대 수 GeV까지의 에너지 범위에서 감마선을 탐지할 수 있다.

## 같이 보기
- 파벨 알렉세예비치 체렌코프